# Phanerotoma bicolor
Phanerotoma bicolor är en stekelart som beskrevs av Jinhaku Sonan 1932. Phanerotoma bicolor ingår i släktet Phanerotoma och familjen bracksteklar. Inga underarter finns listade i Catalogue of Life.